# Rete ferroviaria italiana
Pour les articles homonymes, voir RFI.
Rete ferroviaria italiana, ou RFI, est une société de droit public, créée le 9 avril 2001 et rendue opérationnelle le 1er juillet 2001, dont l'origine est due à l'application de la directive européenne 91/440 relative à la séparation des entreprises de gestion du réseau ferré et des entreprises de transport des personnes et des choses, qui était jusqu'alors l'entreprise nationalisée F.S. -  Chemins de Fer Italiens.

## Caractéristiques
De la scission de la société d'État sont nées les sociétés de droit privé :
- Rete Ferroviaria Italiana S.p.A., le gestionnaire du réseau ferroviaire national italien, filiale à 100 % du groupe FS - Ferrovie dello Stato S.p.A. et,
- Trenitalia S.p.A., utilisateur du réseau ferré pour assurer le transport des biens et des personnes, filiale à 100 % du groupe FS - Ferrovie dello Stato S.p.A..

Les missions de RFI SpA comprennent le développement, l'exploitation et la maintenance de l'infrastructure du réseau ferré.
Au titre de l'exploitation, RFI SpA gère les systèmes de contrôle et de sécurité et établit les grilles horaires en fonction des demandes de l'ensemble des exploitants, mais un exploitant domine l'activité ferroviaire sur le réseau, c'est Trenitalia, autre filiale du groupe FS.
Avec sa filiale Treno Alta Velocità - TAV, RFI SpA est en train de réaliser un important programme d'investissements visant à doter l'Italie d'un réseau de lignes à grande vitesse.
La propriété de l'ancien domaine public ferroviaire a été transférée pour l'essentiel à RFI SpA lors de sa création en 2001 : 15 974 km de lignes en service dont presque 70 % électrifiés sous courant continu 3 kV. En tant que gestionnaire de l'infrastructure ferroviaire, RFI SpA perçoit une redevance de la part des entreprises ferroviaires utilisatrices du réseau comme Trenitalia SpA, l'opérateur historique national italien, « LeNord », transporteur historique privé qui gère le trafic au nord de la capitale lombarde, filiale du groupe FNM - Ferrovie Nord Milano, Cisalpino, société mixte italo suisse qui exploite des trains pendulaires Pendolino ETR 470 et ETR 610 entre Milan, Genève et Zurich, ou encore FFS Cargo, filiale des SBB-CFF-FFS Chemins de Fer Suisses. 
RFI SpA opère sous un régime de concession publique dont le terme viendra à échéance en 2060.
La mission de RFI SpA couvre la gestion du réseau mais aussi le trafic des trains dans les gares, donc également le personnel, du chef de gare au simple ouvrier de maintenance. 
Le réseau italien comprend, à fin 2009, 16 529 km de lignes normales et 1 250 km de lignes à grande vitesse AV/AC. Plus de 70 % sont électrifiées, en courant continu 3.0 kV sur le réseau traditionnel, en 25 kV sur les lignes AV/AC.
RFI SpA est secondée dans sa mission par sa filiale Italferr S.p.A., société d'ingénierie du Groupe Ferrovie dello Stato. C'est avec les autres filiales du Groupe FS, Grandi Stazioni S.p.A. et Centostazioni S.p.A., que RFI SpA construit les nouvelles gares sur les lignes AV/AC et rénove les gares existantes.

## Le groupe RFI S.p.A.
RFI SpA est un groupe qui détient de nombreuses participations dont les principales sont : 

### Filiales
- Treno Alta Velocità,
- Lyon Turin Ferroviaire (à 70/30 avec RFF),
- GEIE-BBT Brenner Basistunnel,
- Stretto di Messina - Maître d'ouvrage de la construction du pont sur le détroit de Messine.

### Sociétés contrôlées
- TAV S.p.A. - Rome - 100 %,
- Metropark S.p.A. - Rome - 100 %,
- SELF s.r.l. - Rome - 100 %,
- Nord Est Terminal S.p.A. - Padoue - 51 %,
- Tiburtina Sviluppo Immobiliare - Rome - 100 %,
- Tunnel Ferroviaire du Brenner S.p.A. - Rome - 82,80 %.

### Participations
- Italcertifer S.c.p.A. - Florence - 33,33 %,
- Lyon Turin Ferroviaire LTF SAS - Chambéry (France) - 50 % (société chargée de réaliser la partie internationale de la nouvelle ligne ferroviaire dont RFI financera 63 % du montant des travaux[3],
- Porta Sud S.p.A. - Bergame - 35 %,
- Quadrante Europa S.p.A. - Vérone - 50 %,
- SGT S.p.A. - Pomezia (Province de Rome) - 43,75 %,
- Terminal Tremestieri s.r.l. - Messine - 33,33 %,
- Network Terminali Siciliani S.p.A. - Catane - 50 %.

Les participations figurent telles que sur le bilan au 31 décembre 2007 pour un montant de 3,28 Milliards d'euros.

### Informations économiques et financières 2009[5]
Le chiffre d'affaires de l'année 2009 est de 2,32 milliards d'euros, dont 1,106 milliard de redevances versées par les utilisateurs Trenitalia en grande majorité et « LeNord ». 
RFI SpA a acheté pour 402,14 millions d'euros d'énergie électrique ; RFI doit s'approvisionner sur le marché libre de l'énergie et ne bénéficie d'aucune « faveur » de la part d'ENEL, l'électricien national italien. Le bénéfice net s'est élevé à 8,09 millions, et les dettes cumulées à 11,67 milliards provenant de l'achat du réseau à l'État Italien. Le patrimoine net de RFI SpA est estimé à 52,66 milliards d'Euros.
RFI SpA a investi 2,61 milliards d'euros dans la construction et la modernisation du réseau ferroviaire italien, dont 1,01 milliard pour les grands projets d'infrastructures et 1,59 milliard pour la maintenance du réseau traditionnel. 171 kilomètres de nouvelles lignes ont été électrifiés, 147 km à grande vitesse AV/AC et 24 km de lignes traditionnelles.
Au 31 décembre 2009, RFI SpA comptait 31 595 salariés et assurait la gestion de 16 686 km de lignes ferroviaires, dont 11 887 km électrifiés, soit 71,2 %.

## Le réseau à grande capacité AC

### Lignes en service
1. Naples↔Salerne
(ligne sous le Vesuve, 29 km) : mise en service en juin 2008,
2. Vérone↔Bologne
(114 km) : tronçon faisant partie de l'« Axe ferroviaire 1 » du Réseau transeuropéen de transport TEN-T 1. Les travaux de mise à niveau de la ligne aux standards des lignes AC ont été terminés le 26 juillet 2009,
3. Palermo-Messina
Partie terminale de l'« Axe ferroviaire N° 1 » du Réseau transeuropéen de transport TEN-T. La ligne a bénéficié en 2007 du système technologique GSM-R complété en 2008 par le système SCMT. Les travaux du contournement ferroviaire de Palerme ont débuté en 2008,
4. Naples-Bari
Tronçon faisant partie de la ligne Naples↔Foggia classée  Couloir Pan Européin VIII.

### Lignes en construction ou mises en conformité
1. Gare de Termini Imerese↔Ogliastrillo Cefalù
(23 km) : renforcement de la voies, doublement et construction de la nouvelle gare souterraine de Cefalù. Les travaux ont été adjugés le 11 novembre 2005 au contractant général Maire Engineering S.p.A. pour un montant global et forfaitaire de 960 millions d'euros et ont débuté le 15 septembre 2008. La mise en service est programmée pour fin 2011.

### Lignes en projet

État des travaux de construction des lignes AV-AC en Italie en septembre 2006

1. Salerne↔Reggio de Calabre
Cette ligne fait partie de l'« Axe ferroviaire N° 1 » du Réseau transeuropéen de transport TEN-T et comporte deux lots : Salerne↔Battipaglia et Battipaglia↔Reggio de Calabre. La fin des travaux, pour les deux lots, est prévue en 2014,
2. Palerme↔Catane
(118 km) : nouvelle ligne en cours d'études,
3. Naples↔Bari
(147 km) : nouvelle ligne en cours de réalisation. Les travaux sur le premier tronçon entre Caserta et Foggia ont débuté le 11 décembre 2012. Cette ligne est devenue prioritaire avec le Décret gouvernemental "Sblocca Italia" du 29 août 2014[6].

## Le réseau à grande vitesse AV-AC

### Caractéristiques
La première ligne ferroviaire à grande vitesse construite en Italie, mais ce sera une première en Europe, fut la Direttissima Florence - Rome qui a été mise en service le 24 février 1977. Bien que conçue pour l'utilisation des rames Pendolino ETR 450 de Fiat Ferroviaria, donc une vitesse commerciale de 250 km/h et un système d'électrification en 3 kV cc, elle sera réaménagée en 25 kV ca et verra son équipement renforcé pour supporter une vitesse commerciale conforme aux standards mondiaux de 350 km/h.
RFI SpA et Italferr ont conçu, contrairement au réseau français de la SNCF, un réseau de lignes à grande vitesse qui puisse également supporter le trafic de marchandises, d'où l'appellation AV - grande vitesse et AC - forte capacité. L'alimentation électrique est sous 25 kV 50 Hz courant alternatif rt la vitesse commerciale est de 350 km/h au maximum. La sécurité est garantie par le système Ansaldo STS - ETCS de « Niveau 2 ».
| Caractéristiques techniques des lignes italiennes AV-AC de RFI S.p.A. |                                   |
| Type de trafic                                                        | mixte (passagers et marchandises) |
| Vitesse maxi pour la conception                                       | 350 km/h                          |
| Rayon des courbes mini                                                | 5 450 m                           |
| Pente maximale à ciel ouvert                                          | 18‰                               |
| Pente maximale en tunnel                                              | 15‰                               |
| Surélévation maximale                                                 | 10,5 cm                           |
| Rayon minimum de raccordement altimétrique                            | 20 km                             |
| Charge maximale à l'essieu                                            | 25 Mg                             |
| Largeur de la plateforme                                              | 13,6 m                            |
| Entraxe minimal des voies                                             | 5 m                               |
| Section des tunnels                                                   | 82 m²                             |
| Alimentation                                                          | 25 kV c.a. 50 Hz                  |
| Alimentation tronçons urbains                                         | 3 kV c.c.                         |

## Programme directeur des lignes à grande vitesse AV/AC

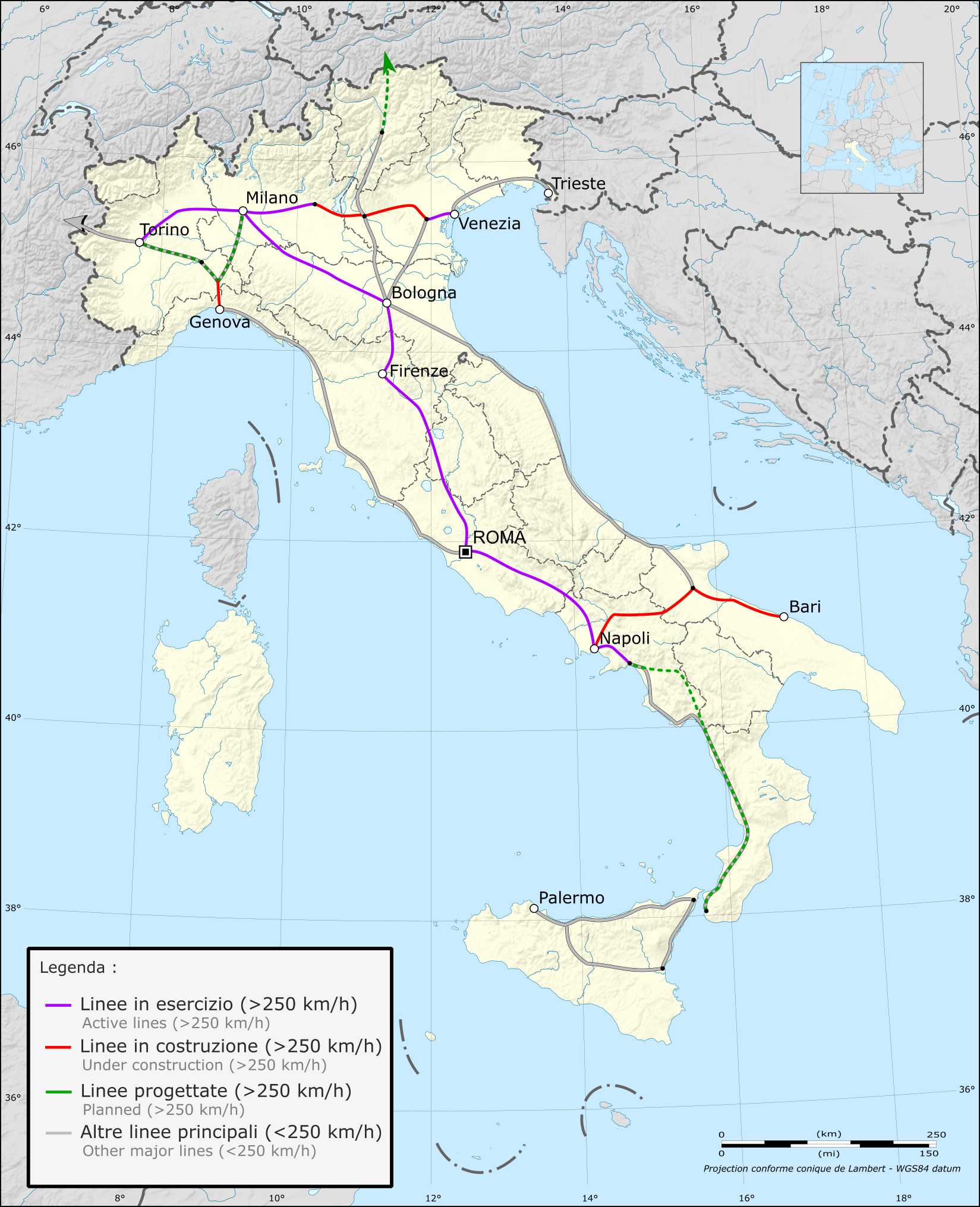
Schéma des lignes AV-AC en Italie

Le programme global du réseau de RFI S.p.A. prévoit d'avoir, à terme en Italie, plus de 1 500 km de lignes ferroviaires à grande vitesse  AV-AC. Le réseau présente un  « grand T » qui comprend :
- la « transversale » Turin-Trieste qui fait partie de l'« Axe ferroviaire no 6 » du Réseau Trans Européen de Transport TEN-T et du Corridor Pan Européen V,
- la « dorsale » Milan-Sicile qui fait partie de l'« Axe ferroviaire N° 1 » du Réseau Trans Européen de Transport TEN-T,
- le « troisième passage des Giovi » LGV Milan - Gênes qui fait partie de l'« Axe ferroviaire no 24 » du Réseau Trans Européen de Transport TEN-T, appelé aussi « le pont des deux mers »,
- la modernisation ou la construction des « nœuds urbains » de contournement et la construction de nouvelles gares dédiées à la grande vitesse,
- les interconnexions avec les réseaux européens.

Depuis le 4 décembre 2009 la ligne à grande vitesse Turin-Milan-Bologne-Rome-Naples-Salerne, considérée prioritaire par rapport à la ligne Milan-Trieste et au troisième passage des Giovi, est entièrement en service.

### Lignes en service
- Direttissima Florence↔Rome
(254 km) : la première ligne à grande vitesse construite en Europe mise en service le 24 février 1977,

- Padoue↔Venise
(25 km): mise en service le 1er mars 2007 - General Contractor : groupement IRICAV Due.

- LGV Milan - Vérone tronçon Milan↔Treviglio
(23 km): mise en service le 2 juillet 2007 - General Contractor : groupement CEPAV 2.

- Milan↔Bologne
(182 km): mise en service le 14 décembre 2008 - General Contractor : groupement CEPAV 1.

- Turin↔Milan
(125 km): mise en service entre Turin et Novare (85 km) le 7 février 2006 et le solde Novare-Milan (41 km) le 28 septembre 2009 - General Contractor CAV.TO.MI.

- Bologne↔Florence
(79 km) : mise en service le 4 décembre 2009 - General Contractor : CAVET,

- Rome↔Naples
(205 km) : mise en service le 19 décembre 2005 - General Contractor : IRICAV Uno.

### Lignes en projet
- Milan↔Gênes
(54 km troisième passage des Giovi) :  tracé approuvé en mars 2006 qui comporte 39 km de tunnel - General Contractor : COCIV. Les premiers travaux préliminaires ont débuté en 2010.

- Tronçon Treviglio↔Vérone
(137 km) : ligne divisée en deux lots : Treviglio↔Brescia, de 57 km, dont le projet définitif a été déposé le 19 mars 2008 et est en attente du visa de la « Conférence des Services » et l'accord du CIPE. La ligne devra, contractuellement, être en service en 2014. Le second lot : Brescia↔Vérone de 53 km, est encore à l'étude. Les travaux doivent débuter au plus tard en 2012. Le General Contractor est le groupement CEPAV 2.

- Tronçon Vérone↔Padoue
(75 km) : le projet préliminaire a été approuvé par le CIPE en mars 2006 mais les travaux ont été retardés en raison d'une redéfinition du contrat avec le General Contractor, le groupement IRICAV Due. Les travaux devraient reprendre en 2010.

### Nœuds urbains et contournements
- Turin
 réalisation du « Passante » souterrain de 12 km entre la Gare de Turin Lingotto et la Gare de Turin Stura en passant par la nouvelle gare AV de Turin Porta Susa.

- Milan
 réalisation du « Passante » de 16 km entre la gare de Milan Certosa au nord-est, la connexion avec le réseau des FNM, la gare de Milan Porta Vittoria, et au sud, la gare de Milan Rogoredo.

- Venise
La ligne Mestre-Venise est déjà à quatre voies et il est suffit d'adapter les gares de Venise et de Mestre pour accueillir les rames ETR 500. La liaison rapide entre l'Aéroport de Venise - Marco Polo et la gare de Venise avec le premier tronçon de la ligne à grande vitesse AV-AC Venise-Trieste.

- Gênes
La future ligne AV-AC du « troisième passage des Giovi » arrivera à Gênes par le nord et se poursuivra vers l'ouest pour se connecter sur le réseau existant à Pieve Ligure. Les travaux consistent à quadrupler les voies entre les gares de  Genova Voltri et Genova Principe, pour la ligne à grande vitesse et la construction d'une nouvelle gare de Genova Voltri.

- Bologne
 La ligne à grande vitesse traverse Bologne sur 18 km su sud à l'ouest, dont 60 % en souterrain et prévoit la réalisation de la nouvelle gare AV souterraine pour la grande vitesse tout près de la Gare de Bologne-Centrale. Fin de tous les travaux courant 2011.

- Florence
Le tracé urbain du « Passante » pour les lignes à grande vitesse AV-AC se développe sur 9 km, dont 6,5 en souterrain, depuis la gare de Firenze Castello jusqu'à la gare de Firenze Campo Marte. Il a fallu construire une nouvelle gare Firenze Belfiore pour les trains à grande vitesse.

- Rome
Le tracé urbain du « Passante » se développe sur une longueur de 10 km entre la gare de Rome-Termini et la Gare de Roma Tiburtina. La ligne nouvelle a utilisé la plateforme de l'ancienne ligne Rome-Sulmona qui a été déplacée en 2006. En 2009, le « Passante » nord-sud a été complété pour raccorder la Direttissima Rome - Florence à la nouvelle ligne AV/AC Rome - Naples pour permettre aux convois d'utiliser la nouvelle Gare AV Roma Tiburtina sans être obligés de rentrer au centre de la capitale italienne.

- Naples
Le tracé urbain de la nouvelle ligne à grande vitesse AV-AC mesure 7 km et relie la gare de Naples-Centrale jusqu'au départ de la ligne AV-AC Rome - Naples en direction du nord et la ligne à grande capacité Naples - Salerne sous le Vésuve au sud. La nouvelle gare de Napoli Afragola permet d'accueillir les voyageurs qui utilisent les rames à grande vitesse sans terminus à Naples.

### Nouvelles gares AV
- Turin
Nouvelle gare souterraine de Torino Porta Susa. Les architectes lauréats étaient : Jean-Marie Duthilleul, Etienne Tricaud, Silvio D'Ascia et Agostino Magnaghi.

- Milan
Nouvelle gare de Rho Fiera Milano qui sera la porte du nord du réseau à grande vitesse sur le nœud milanais.
La nouvelle gare de Milano Pioltello-Limito sera la porte est de l'AV-AC.

- Reggio Emilia
Cette nouvelle gare, Reggio Emilia AV, sera la seule gare intermédiaire sur la ligne à grande vitesse Milan - Bologne. L'architecte est Santiago Calatrava.

- Bologne
La nouvelle Gare de Bologne-Centrale est située 23 mètres sous le niveau des voies traditionnelles existantes en surface et tout près de la gare actuelle. Elle comporte 3 niveaux. L'entreprise Astaldi SpA a commencé les travaux en 2004.

Voir : Fiche d'informations sur le site RFI
- Florence
Le projet de la nouvelle gare AV de Firenze Belfiore a été confié après un concours international, au cabinet de Norman Foster pour la partie architecture et au cabinet d'ingénierie Arup. Les travaux ont débuté en 2007 par l'entreprise Coop Sette SpA et doivent être terminés en 2014.

- Rome
Nouvelle Gare AV de Roma Tiburtina. Après un concours international, c'est l'architecte italien Paolo Desideri du groupe Studio A.B.D.R. Architetti Associati qui a été désigné. Les travaux ont été livrés comme prévu au marché, en 2009.

- Naples
Le projet de la nouvelle gare de Napoli Afragola a été confié à l'architecte irakienne Zaha Hadid qui a imaginé un gigantesque pont en diagonale à travers les voies. Cette gare sert de point d'interconnexion entre les lignes AV. La gare terminus de Naples restant Naples-Centrale. La mise en service a eu lieu en 2008, comme prévu au marché de travaux.

### Interconnexions avec les réseaux européens
Le réseau AV/AC italien a pour vocation d'être relié aux réseaux à grande vitesse des autres pays d'Europe à travers les corridors suivants :
- Gênes↔frontière française↔Menton
La ligne est opérationnelle côté italien.

- Turin↔frontière française↔Saint-Jean-de-Maurienne - Future liaison à grande vitesse et haute capacité.
Cette liaison fait partie du projet général de la liaison ferroviaire transalpine Lyon-Turin, et se situe sur l'« Axe Ferroviaire no 6 » du Réseau Trans Européen de Transport TEN-T et du Corridor Pan Européen 5.

La ligne AV/AC Turin Frontière est en cours d'études. La réalisation du tunnel transfrontalier a été confiée à la société mixte Lyon Turin Ferroviaire LTF SAS dont RFI détient la moitié des intérêts. 
La réalisation du tunnel de base du Mont-d'Ambin sera financé à hauteur de 63 % par l'Italie à la suite de l'accord signé en 2001.  Un « Observatoire Technique » a été créé le 12 décembre 2006 et est présidé par le commissaire Mario Virano.
Côté italien, la campagne de reconnaissance des sols avec les premiers sondages et carottages ont débuté à l'automne 2009. En tout début d'année 2010, les travaux de réalisation du tunnel primaire de la Maddalena à Chiomonte ont commencé. 
Les travaux sur la ligne AV/AC Turin↔Sant'Antonino di Susa doivent être terminés en 2013 tandis que le percement du tunnel Sant'Antonino di Susa↔Saint-Jean-de-Maurienne pourrait être fini en 2022.
- Novi Ligure↔frontière suisse↔Brigue
(Projet Simplon) :  raccordement avec le réseau allemand en traversant la Suisse via l'« Axe Ferroviaire no 24 » du Réseau Trans Européen de Transport TEN-T « le pont des deux mers ». Le tunnel de base du Lötschberg et les lignes suisses faisant partie du projet AlpTransit) ont été mises en service en 2007.

- Voghera↔frontière suisse↔Chiasso - Ligne à forte capacité entre Monza et Chiasso
(Projet Gothard) : le tronçon AC Voghera↔Monza est opérationnel tandis que le tronçon AC Monza↔Chiasso doit encore être approuvé par le Ministère Italien des Infrastructures et des Transports.

Raccordement avec le réseau allemand en traversant la Suisse via l'« Axe Ferroviaire no 24 » du Réseau Trans Européen de Transport TEN-T « le pont des deux mers ». Le tunnel de base du Saint-Gothard et les lignes suisses faisant partie du projet AlpTransit) seront mises en service en 2016.
- Vérone↔frontière autrichienne↔Innsbruck (Ligne de chemin de fer de Brennero - 425 km - (Ligne AC, à forte capacité)
(Projet Brenner) géré par la société mixte BBT SE dont RFI possède la moitié du capital dont le but est la réalisation du tunnel du Brenner d'une longueur de 62,7 km. Ce tunnel sera le plus long au monde. Les travaux de reconnaissance et de la galerie de reconnaissance ont commencé en 2007 et ceux de construction du tunnel devraient débuter en 2010 pour se terminer en 2020.

Le projet de la ligne AC Vérone↔Fortezza est en cours d'études d'exécution.
- Venise↔frontière autrichienne↔Unterthörl
(Projet Tarvisio) - Ligne AC déjà opérationnelle.

- Trieste↔frontière slovène↔Divača (Ligne AC à forte capacité)
(Passage Oriental) - Les gouvernements italien et slovène ont signé une convention en février 2001, pour la réalisation d'une nouvelle ligne ferroviaire entre Trieste et Ljubljana qui ferait partie de l'« Axe Ferroviaire no 6 » du Réseau Trans Européen de Transport TEN-T et du Corridor Pan Européen 5. Le 28 février 2006, un Comité Interministériel Italo-Slovène a été constitué pour définir le tracé qui est en cours d'études de faisabilité. Dès cette étape passée, la constitution de la société qui assurera la maîtrise d'ouvrage et en aura la concession pourra être créée.

## La sécurité
La sécurité sur les lignes à grande vitesse  AV-AC italiennes est garantie par le système informatique retenu par la commission européenne, développé sous la responsabilité de la société Ansaldo STS, l'ETCS (European Train Control System) de « Niveau 2 ». Ce système européen de gestion du trafic ferroviaire vise à harmoniser la signalisation ferroviaire en Europe.
La ligne Rome - Naples, mise en service le 19 décembre 2005 fut la première ligne ferroviaire au monde à utiliser ce système.